# Roberto Calasso
Roberto Calasso (Firenze, 30 maggio 1941 – Milano, 28 luglio 2021) è stato uno scrittore e editore italiano.
Saggista e narratore, è stato proprietario e direttore editoriale della casa editrice Adelphi. I suoi libri sono tradotti in 25 lingue e pubblicati in 28 paesi.

## Biografia
Figlio del giurista Francesco Calasso e di Melisenda Codignola, a sua volta figlia del pedagogista Ernesto Codignola; fratello minore del regista Gian Pietro Calasso e fratello maggiore dell’islamologa Giovanna Calasso. Frequenta il liceo classico T. Tasso di Roma. Successivamente si laurea in letteratura inglese con Mario Praz, discutendo una tesi dal titolo I geroglifici di Sir Thomas Browne. Roberto Calasso è stato sposato con la scrittrice svizzera Fleur Jaeggy dal 1968 alla morte, mentre dalla scrittrice tedesca Anna Katharina Fröhlich ha avuto due figli: Josephine (1998) e Tancredi (2007).
Nel 1944 il padre, a Firenze, fu condannato a morte con altri (tra cui Codignola, che però sfuggì alla cattura) per il suo antifascismo e come rappresaglia per l'uccisione di Giovanni Gentile da parte dei partigiani del GAP, ma ciò fu evitato grazie all'intercessione della famiglia di Gentile stesso, che chiese ai fascisti che la morte del filosofo non fosse vendicata con nessuna ritorsione. Calasso ha definito l'uccisione di Gentile "atto miserabile".

### L'opera
Nel 1962, a soli 21 anni, entra a far parte di un piccolo gruppo di persone che, insieme a Roberto Bazlen e Luciano Foà, sta elaborando il programma di una nuova casa editrice. L'anno dopo nasce Adelphi, dove Calasso opererà senza interruzione, diventandone nel 1971 direttore editoriale e nel 1990 consigliere delegato. Dal 1999 è anche presidente della casa editrice. Sempre per Adelphi, traduce e introduce Il racconto del pellegrino di Ignazio di Loyola (1966), Ecce homo di Nietzsche (1969), Detti e contraddetti di Karl Kraus (1972) e gli Aforismi di Zürau di Franz Kafka (2004). Scrive postfazioni a Wedekind (Mine-Haha), Stirner (L'Unico e la sua proprietà), Schreber (Memorie di un malato di nervi). Quest'ultimo è anche protagonista del suo primo libro, il romanzo L'impuro folle (1974). Calasso scriverà anche altri romanzi.
A partire dall'inizio degli anni ottanta, Roberto Calasso si dedica a un'opera saggistica in varie parti che elabora materie molto diverse, dalla mitologia alla letteratura, all'arte e alla filosofia, fino ad antropologia e religione: tutte queste opere sono strettamente connesse fra loro, ma nessuna è assegnabile a un genere canonico. Di questa serie sono stati pubblicati undici volumi, che formano un insieme di oltre quattromila pagine. Nell'ordine: 
1. La rovina di Kasch (1983), libro composito che ha come perno la figura storica di Talleyrand e una teoria del sacrificio, a partire dalla figura del re sacro come descritta da Frazer, Graves e Murray;
2. Le nozze di Cadmo e Armonia (1988), visione della Grecia antica attraverso la narrazione dei suoi miti, nel loro intreccio con la storia, il pensiero e la letteratura;
3. Ka (1996), libro in cui un procedimento analogo a quella delle Nozze viene applicato alla materia indiana, dai Veda al Buddha;
4. K. (2002), sull'opera di Franz Kafka;
5. Il rosa Tiepolo (2006), che ha al suo centro Giambattista Tiepolo;
6. La Folie Baudelaire (2008) intreccio di storie che si diramano da un sogno di Baudelaire;
7. L'ardore (2010), centrato soprattutto e nuovamente sul mondo vedico e l'induismo, con comparazioni col mondo greco;
8. Il Cacciatore Celeste (2016), narra del passaggio dell'uomo da raccoglitore a cacciatore;
9. L'innominabile attuale (2017);
10. Il libro di tutti i libri (2019);
11. La Tavoletta dei Destini (2020);
12. Opera senza nome (2024);

Altri saggi sono raccolti ad esempio nel volume La follia che viene dalle ninfe (2005), che contiene, anche il saggio del 1977 La sindrome Lolita, dove Calasso (facendo riferimenti anche ad altre opere come Un amore di Dino Buzzati) propone una chiave di lettura mitografica-esoterica e archetipica del romanzo Lolita di Vladimir Nabokov (già analizzato, ad esempio, in una delle otto "letture", Acque mentali, che compongono La letteratura e gli dèi), citata nella prefazione di Pietro Citati all'edizione Adelphi del romanzo. Calasso vede una possibile interpretazione nascosta, al di là del racconto di una perversione, della storia "scandalosa" del maturo professore Humbert attratto dalla dodicenne Lolita come una trasposizione moderna dei miti greci, in cui le divinità della natura, incarnazioni della giovinezza, possiedono l'uomo mortale ("ninfolessia"), in una forma di platonica "divina follia", facendo riferimento anche al mito del dio Apollo e della ninfa Telfusa, che Apollo conquista e sostituisce per prendere possesso del luogo. Per i greci la ninfa è un luogo puro, perché non ha subito «le "calamità" che vengono dagli dei e dagli uomini».
Sia La Folie Baudelaire che L'ardore sono stati votati tra le 100 opere italiane più significative del ventennio 2000-2019 dalla giuria di 600 addetti ai lavori di editoria e cultura convocata dalla rivista L'Indiscreto a stilare un "canone italiano" contemporaneo.
Nel 2000 è visiting professor for European Comparative Literature per la cattedra Weidenfeld presso l'Università di Oxford, dove ha tenuto le Weidenfeld Humanitas Lectures, poi raccolte l'anno successivo in La letteratura e gli dèi.
Nel 2003, in occasione del quarantennale della casa editrice, raccoglie una parte dei 1086 risvolti di copertina di cui è autore in Cento lettere a uno sconosciuto. Nel 2008 una parte della sua tesi di laurea è apparsa come introduzione a Religio Medici di Thomas Browne, mentre il testo integrale, dopo essere uscito in Messico presso Sexto Piso e Fondo de cultura económica nel 2010, è stato pubblicato nel 2018 anche presso Adelphi con il titolo I geroglifici di Sir Thomas Browne.
Con Adelphi pubblica inoltre in Italia, per la prima volta, quasi tutta l'opera di Emil Cioran, di Albert Caraco e gli aforismi di Nicolás Gómez Dávila. Ha pubblicato inoltre quasi tutte le opere di Guido Ceronetti, Elémire Zolla e Manlio Sgalambro, buona parte dei testi di Thomas Bernhard, Lo Hobbit di Tolkien e la riedizione completa in nuova traduzione di tutti i libri di Nietzsche.
Il giorno della morte escono due suoi libri: un breve romanzo biografico, Memè Scianca e Bobi, dedicato a uno dei fondatori di Adelphi, l'amico Roberto Bazlen. Postumi escono anche Ciò che si trova solo in Baudelaire, di nuovo sul poeta francese, l'incompiuto saggio sul cristianesimo Sotto gli occhi dell'Agnello, L'animale della foresta, altro studio su Kafka e altri.

## Critiche
Lo scrittore cattolico Maurizio Blondet attaccò Calasso e Adelphi nel suo pamphlet Gli Adelphi della dissoluzione, pubblicato nel 1994, dove accusa la casa editrice di essere «la punta emergente di un iceberg iniziatico che oggi riproporrebbe la gnosi pagana dei secoli antichi». All'indomani della scomparsa ha affermato che «oggi, rispetto all'immane dittatura globale sotto cui stiamo soggetti, Calasso mi sembra – in confronto – una quasi innocua tigre di carta».
Secondo il matematico e saggista ateo Piergiorgio Odifreddi invece, Calasso, assieme a Massimo Cacciari, avrebbe diffuso una cultura "anti-scientifica", per cui "non esistono fatti ma solo interpretazioni" e il «credere che oltre all’umanesimo non ci sia nient’altro, o al massimo ci sia soltanto quella caricatura della scienza che alimenta una buona parte del ristrettissimo catalogo scientifico dell’Adelphi».

## Opere

### Libri
- L'impuro folle, Collana Biblioteca n.53, Milano, Adelphi, 1974, ISBN 978-88-459-0087-7.
- La rovina di Kasch, Collana Biblioteca n.129, Milano, Adelphi, 1983, ISBN 978-88-459-0537-7.
- Le nozze di Cadmo e Armonia, Collana Biblioteca n.200, Milano, Adelphi, 1988, ISBN 88-459-0308-7. Nuova ed. accresciuta e illustrata, Adelphi, Milano 2004, ISBN 88-459-1928-5.
- I quarantanove gradini, Collana Biblioteca n.241, Milano, Adelphi, 1991, ISBN 88-459-0854-2.
- Ka, Collana Biblioteca n.325, Milano, Adelphi, 1996, ISBN 88-459-1256-6.
- La letteratura e gli dèi, Collana Biblioteca n.404, Milano, Adelphi, 2001, ISBN 88-459-1592-1.
- K., Collana Biblioteca n.432, Milano, Adelphi, 2002, ISBN 88-459-1725-8.
- Cento lettere a uno sconosciuto, Collana Piccola Biblioteca n.500, Milano, Adelphi, 2003, ISBN 88-459-1798-3.
- La follia che viene dalle Ninfe, Collana Piccola Biblioteca n.530, Milano, Adelphi, 2005, ISBN 88-459-1985-4.
- Il rosa Tiepolo, Collana Biblioteca n.500, Milano, Adelphi, 2006, ISBN 88-459-2117-4.
- La Folie Baudelaire, Collana Biblioteca n.531, Milano, Adelphi, 2008, ISBN 978-88-459-2326-5.
- L'ardore, Collana Biblioteca n.563, Milano, Adelphi, 2010, ISBN 978-88-459-2521-4.
- L'impronta dell'editore, Collana Piccola Biblioteca n.642, Milano, Adelphi, 2013, ISBN 978-88-459-2774-4.
- Il Cacciatore Celeste, Collana Biblioteca n.650, Milano, Adelphi, 2016, ISBN 978-88-459-3078-2.
- L'innominabile attuale, Collana Biblioteca n.675, Milano, Adelphi, 2017, ISBN 978-88-459-3207-6. - con un poscritto 2020 dell'Autore, Collana gli Adelphi, Adelphi, 2020, ISBN 978-88-459-3527-5.
- I geroglifici di Sir Thomas Browne, Collana i peradam, Milano, Adelphi, 2018, ISBN 978-88-459-3309-7.
- Il libro di tutti i libri, Collana Biblioteca n.700, Milano, Adelphi, 2019, ISBN 978-88-459-3417-9.
- Come ordinare una biblioteca, Collana Piccola Biblioteca n.750, Milano, Adelphi, 2020, ISBN 978-88-459-3490-2.
- La Tavoletta dei Destini, Collana Biblioteca n.714, Milano, Adelphi, 2020, ISBN 978-88-459-3512-1.
- Allucinazioni americane, Collana Piccola Biblioteca n.765, Milano, Adelphi, 2021, ISBN 978-88-459-3586-2.
- Bobi, Collana Piccola Biblioteca n.767, Milano, Adelphi, 2021, ISBN 978-88-459-3633-3.
- Memè Scianca, Collana Piccola Biblioteca n.768, Milano, Adelphi, 2021, ISBN 978-88-459-3611-1.
- Ciò che si trova solo in Baudelaire, Collana Piccola Biblioteca n.770, Milano, Adelphi, 2021, ISBN 978-88-459-3638-8.
- Sotto gli occhi dell'Agnello, Collana Piccola Biblioteca n.777, Milano, Adelphi, 2022, ISBN 978-88-459-3671-5.
- L'animale della foresta, Collana Piccola Biblioteca n.790, Milano, Adelphi, 2023, ISBN 978-88-459-3653-1.
- Opera senza nome, Collana Biblioteca n.758, Milano, Adelphi, 2024, ISBN 978-88-459-3893-1.

### Curatele e traduzioni
- Il racconto del Pellegrino. Autobiografia di Sant'Ignazio di Loyola, Collana Biblioteca n.10, Milano, Adelphi, 1966,  p. 108, ISBN 978-88-459-3048-5.
- Karl Kraus, Detti e Contraddetti, Collana Biblioteca n.38, Milano, Adelphi, 1972, ISBN 978-88-459-0072-3.
- Sentieri tortuosi. Bruce Chatwin fotografo, Milano, Adelphi, 1998, ISBN 88-459-1380-5.
- Franz Kafka, Aforismi di Zürau, Collana Piccola Biblioteca n.511, Milano, Adelphi, 2004, ISBN 978-88-459-1873-5.
- Friedrich Nietzsche, Il caso Wagner; Il crepuscolo degli idoli; L'Anticristo; Ecce homo; Nietzsche contra Wagner, versioni di Ferruccio Masini e di Roberto Calasso, Milano, Adelphi, 1970.

### Interventi e articoli
- L'editoria come genere letterario, lettura tenuta il 17 ottobre 2001 a Mosca in occasione di una mostra dedicata alla casa editrice Adelphi; pubblicata su «Adelphiana» il 16 novembre 2001 (PDF).
- L’estate la sentivo arrivare dal viale, Conversazione con Lila Azam Zanganeh apparsa sulla «Paris Review» nel 2012. [edizione fuori commercio]

## Riconoscimenti
- nel 1991 ha ricevuto il Premio europeo Charles Veillon per la saggistica e il Prix du Meilleur Livre Etranger per Le nozze di Cadmo e Armonia, pubblicato in ventidue paesi.
- nel 1993 è eletto Literary Lion a New York.
- nel 1996 riceve l’Europäischer LiteraturPreis.
- nel 2000 diventa Foreign Honorary Member della American Academy of Arts and Sciences.
- nel 2002 ha ricevuto il Premio Speciale Viareggio-Rèpaci e il Premio Bagutta per La letteratura e gli dèi.
- nel 2004 riceve come editore il “Reconocimiento al Mérito Editorial” alla Feria Internacional del libro de Guadalajara.
- nel 2007 gli è stato assegnato il Warburg Preis.
- nel 2007 viene nominato Commandeur de l’Ordre des Arts et des Lettres.
- nel 2008 Chevalier de la Légion d’Honneur.
- nel 2011 il “Premio Gogol Archiviato il 16 agosto 2016 in Internet Archive.”.
- nel 2012 è stato insignito del Prix Chateaubriand per La Folie Baudelaire.
- nel 2013 l’Università degli Studi di Perugia gli conferisce la laurea magistrale Honoris Causa in Lingue e letterature moderne.
- nel 2015 diventa Foreign Honorary Member della American Academy of Arts and Letters.
- nel 2016 il Premio Formentor.